# Ligue des champions de tennis de table 2010-2011
Navigation
Ligue des Champions
2009-2010 Ligue des Champions 
2011-2012
La Ligue des Champions de tennis de table 2010-2011 oppose les meilleures équipes des principaux championnats nationaux d'Europe. À la suite de la crise économique, l'ETTU a décidé d'annuler l'édition féminine en raison également du trop faible nombre de participants (six clubs en 2009-2010). Cette page ce concerne alors que la compétition masculine.
Les deux premiers de chaque groupe sont qualifiés pour les quarts de finale de la Champion's League. Les troisièmes de chaque groupe sont reversés en ETTU Cup et les derniers (pour les groupes à quatre équipes) sont éliminés des compétitions européennes pour le reste de la saison. Deux équipes ayant déclaré forfait pour cette 13e édition en début de saison, les groupes A et D se disputent entre trois équipes seulement, ce qui qualifie d'office les trois équipes restantes dans ces groupes pour la deuxième partie d'une Coupe d'Europe (CL ou ETTU Cup).
Quatre équipes allemandes et françaises, deux équipes russes, une belge, une autrichienne, une danoise et une tchèque participent à la phase de poule 2010-2011.

## Faits d'avant-saison
- Le Borussia Düsseldorf  est double tenant du titre de la Ligue des Champions.
- Le  Royal Villette Charleroi  et le SVS Niederösterreich  participent à la Ligue des Champions pour la 13 fois en 13 éditions.
- C'est la première fois que deux clubs russes participent à la plus grande compétition d'Europe. C'est également la première participation du TTC Fakel of Gazprom Orenbourg à cette compétition.

## Phase de Poules
| Cl | Équipes                        | Pts | J | V | D | Pp | Pc | Diff |
| -- | ------------------------------ | --- | - | - | - | -- | -- | ---- |
| 1  | TTC Fakel of Gazprom Orenbourg | 7   | 4 | 3 | 1 | 11 | 8  | +3   |
| 2  | GV Hennebont TT                | 6   | 4 | 2 | 2 | 8  | 8  | 0    |
| 3  | TTC Zugbrücke Grenzau          | 5   | 4 | 1 | 3 | 7  | 10 | -3   |

| Cl | Équipes                     | Pts | J | V | D | Pp | Pc | Diff |
| -- | --------------------------- | --- | - | - | - | -- | -- | ---- |
| 1  | Royal Villette Charleroi    | 10  | 6 | 4 | 2 | 14 | 10 | +4   |
| 2  | TTSC UMMC Ekaterinbourg     | 9   | 6 | 3 | 3 | 13 | 9  | +4   |
| 3  | Levallois SC TT             | 9   | 6 | 3 | 3 | 11 | 14 | -3   |
| 4  | RhönSprudel Fulda-Maberzell | 8   | 6 | 2 | 4 | 10 | 15 | -5   |

| Cl | Équipes                   | Pts | J | V | D | Pp | Pc | Diff |
| -- | ------------------------- | --- | - | - | - | -- | -- | ---- |
| 1  | SVS Niederösterreich      | 11  | 6 | 5 | 1 | 17 | 10 | +7   |
| 2  | TTF Liebherr Ochsenhausen | 10  | 6 | 4 | 2 | 15 | 9  | +6   |
| 3  | AS Pontoise-Cergy TT      | 8   | 6 | 2 | 4 | 9  | 15 | -6   |
| 4  | Roskilde Bordtennis BTK61 | 7   | 6 | 1 | 5 | 8  | 15 | -7   |

| Cl | Équipes             | Pts | J | V | D | Pp | Pc | Diff |
| -- | ------------------- | --- | - | - | - | -- | -- | ---- |
| 1  | Borussia Düsseldorf | 7   | 4 | 3 | 1 | 9  | 3  | +6   |
| 2  | Angers Vaillante TT | 6   | 4 | 2 | 2 | 6  | 6  | 0    |
| 3  | SKK El Nino Prague  | 5   | 4 | 1 | 3 | 3  | 9  | -6   |

## Phase Finale
Note : les équipes citées en premiers ci-dessous reçoivent au match aller.
|  | Quarts de finale       | Quarts de finale                                      |                  |       | Demi-finales                                          | Demi-finales                                          |  |  | Finale                              | Finale                              |
|  | Quarts de finale       | Quarts de finale                                      |                  |       | Demi-finales                                          | Demi-finales                                          |  |  | Finale                              | Finale                              |
|  |                        |                                                       |                  |       |                                                       |                                                       |  |  |                                     |                                     |
|  | Retour le 11 mars 2011 | Retour le 11 mars 2011                                |                  |       | Aller le 3 avril 2011 à Charleroi, Retour le 15 avril | Aller le 3 avril 2011 à Charleroi, Retour le 15 avril |  |  | Aller le 29 avril 2011 à Dusseldorf | Aller le 29 avril 2011 à Dusseldorf |
|  | Retour le 11 mars 2011 | Retour le 11 mars 2011                                |                  |       | Aller le 3 avril 2011 à Charleroi, Retour le 15 avril | Aller le 3 avril 2011 à Charleroi, Retour le 15 avril |  |  | Aller le 29 avril 2011 à Dusseldorf | Aller le 29 avril 2011 à Dusseldorf |
|  | Angers                 | 3 ; 0                                                 |                  |       | Aller le 3 avril 2011 à Charleroi, Retour le 15 avril | Aller le 3 avril 2011 à Charleroi, Retour le 15 avril |  |  | Aller le 29 avril 2011 à Dusseldorf | Aller le 29 avril 2011 à Dusseldorf |
|  | Angers                 | 3 ; 0                                                 |                  |       | Aller le 3 avril 2011 à Charleroi, Retour le 15 avril | Aller le 3 avril 2011 à Charleroi, Retour le 15 avril |  |  | Aller le 29 avril 2011 à Dusseldorf | Aller le 29 avril 2011 à Dusseldorf |
|  | Charleroi              | 1 ; 3                                                 |                  |       | Aller le 3 avril 2011 à Charleroi, Retour le 15 avril | Aller le 3 avril 2011 à Charleroi, Retour le 15 avril |  |  | Aller le 29 avril 2011 à Dusseldorf | Aller le 29 avril 2011 à Dusseldorf |
|  | Charleroi              | 1 ; 3                                                 | Charleroi        | 0 ; 1 |                                                       |                                                       |  |  | Aller le 29 avril 2011 à Dusseldorf | Aller le 29 avril 2011 à Dusseldorf |
|  | Retour le 11 mars 2011 |                                                       | Charleroi        | 0 ; 1 |                                                       |                                                       |  |  | Aller le 29 avril 2011 à Dusseldorf | Aller le 29 avril 2011 à Dusseldorf |
|  |                        | Orenbourg                                             | 3 ; 3            |       |                                                       |                                                       |  |  | Aller le 29 avril 2011 à Dusseldorf | Aller le 29 avril 2011 à Dusseldorf |
|  | Ochsenhausen           | Orenbourg                                             | 3 ; 3            | 1 ; 0 |                                                       |                                                       |  |  | Aller le 29 avril 2011 à Dusseldorf | Aller le 29 avril 2011 à Dusseldorf |
|  | Ochsenhausen           |                                                       |                  | 1 ; 0 |                                                       |                                                       |  |  | Aller le 29 avril 2011 à Dusseldorf | Aller le 29 avril 2011 à Dusseldorf |
|  | Orenbourg              | 3 ; 3                                                 |                  |       |                                                       |                                                       |  |  | Aller le 29 avril 2011 à Dusseldorf | Aller le 29 avril 2011 à Dusseldorf |
|  | Orenbourg              | 3 ; 3                                                 | Orenbourg        | 0 ; 3 |                                                       |                                                       |  |  |                                     |                                     |
|  | Retour le 14 mars 2011 |                                                       | Orenbourg        | 0 ; 3 |                                                       |                                                       |  |  |                                     |                                     |
|  |                        | Dusseldorf                                            | 3 ; 1            |       |                                                       |                                                       |  |  |                                     |                                     |
|  | Hennebont              | Dusseldorf                                            | 3 ; 1            | 3 ; 0 |                                                       |                                                       |  |  |                                     |                                     |
|  | Hennebont              | Aller le 4 avril 2011 en Autriche, Retour le 16 avril |                  | 3 ; 0 |                                                       |                                                       |  |  |                                     |                                     |
|  | Niederösterreich       | 2 ; 3                                                 |                  |       |                                                       |                                                       |  |  |                                     |                                     |
|  | Niederösterreich       | 2 ; 3                                                 | Niederösterreich | 2 ; 1 |                                                       |                                                       |  |  |                                     |                                     |
|  | Retour le 11 mars 2011 |                                                       | Niederösterreich | 2 ; 1 |                                                       |                                                       |  |  |                                     |                                     |
|  |                        | Dusseldorf                                            | 3 ; 3            |       |                                                       |                                                       |  |  |                                     |                                     |
|  | Ekaterinbourg          | Dusseldorf                                            | 3 ; 3            | 1 ; 0 |                                                       |                                                       |  |  |                                     |                                     |
|  | Ekaterinbourg          |                                                       |                  | 1 ; 0 |                                                       |                                                       |  |  |                                     |                                     |
|  | Dusseldorf             | 3 ; 3                                                 |                  |       |                                                       |                                                       |  |  |                                     |                                     |
|  | Dusseldorf             | 3 ; 3                                                 |                  |       |                                                       |                                                       |  |  |                                     |                                     |

Charleroi s'est qualifié pour la 11e fois en 13 participation en demi-finale de la Ligue des Champions, un record. Mais les russes d'Orenbourg, s'offre pour sa première aventure dans la compétition la première finale de son histoire et prive les Belges d'une 10e finale.

## Finales
Le Borussia Düsseldorf participe à sa troisième finale consécutive. Pour le TTC Fakel of Gazprom Orenbourg, c'est un exploit puisque le club atteint pour sa première participation en Ligue des Champions la finale. Il devient également le premier club russe à parvenir à ce niveau et à participer à une deuxième finale européenne consécutive après sa victoire en ETTU Cup l'année dernière.
- L'équipe championne est composée de : Timo Boll, Christian Süss, Patrick Baum[1].

## Autres articles
- ETTU Cup  - Saison 2010-2011